# 1568 Aisleen
1568 Aisleen (1946 QB) là một tiểu hành tinh vành đai chính được phát hiện ngày 21 tháng 8 năm 1946 bởi Johnson, E. L. ở Johannesburg (UO).